# Campionat d'Espanya d'enduro femení
El Campionat d'Espanya d'enduro femení, regulat per la federació espanyola de motociclisme (RFME, Real Federación Motociclista Española), és la màxima competició d'enduro en categoria femenina que es disputa a l'estat espanyol. Instaurat el 2007 sota el nom de Copa de España de Enduro Féminas, el 2017 es va rebatejar com a Copa de España de Enduro Femenino i el 2019 va passar a anomenar-se Campeonato de España de Enduro Femenino.

## Llista de guanyadores
A 31 de desembre de 2024
| Temporada | Campiona        | Motocicleta |
| --------- | --------------- | ----------- |
| 2007      | Humildad Palau  | Husqvarna   |
| 2008      | Humildad Palau  | Husqvarna   |
| 2009      | Rosa Gómez      | KTM         |
| 2010      | Rosa Gómez      | Gas Gas     |
| 2011      | Carmen Segura   | KTM         |
| 2012      | Rosa Romero     | KTM         |
| 2013      | Irene Almendros | Husaberg    |
| 2014      | Arantxa Belda   | KTM         |
| 2015      | Humildad Palau  | Husqvarna   |
| 2016      | Mireia Badia    | Husqvarna   |
|           |                 |             |
| 2017      | Mireia Badia    | Husqvarna   |
| 2018      | Mireia Badia    | Husqvarna   |
|           |                 |             |
| 2019      | Mireia Badia    | Beta        |
| 2020      | Mireia Badia    | Husqvarna   |
| 2021      | Mireia Badia    | Gas Gas     |
| 2022      | Mireia Badia    | Rieju       |
| 2023      | Mireia Badia    | Rieju       |
| 2024      | Mireia Badia    | Rieju       |

Notes
1. ↑  Primera edició com a Copa d'Espanya d'enduro fèmines
2. ↑  Primera edició com a Copa d'Espanya d'enduro femení
3. ↑  Primera edició com a Campionat d'Espanya